# Famille von Thun und Hohenstein
Pour les articles homonymes, voir Thun (homonymie).
La famille von Thun und Hohenstein, ou simplement Thun, est le nom d'une famille noble d'Autriche, présente dès le XIIe siècle. Le comté d'Hohenstein en Basse-Saxe, aujourd'hui sur la commune de Hohenstein (Thuringe), est sa seigneurie de 1628 à 1648. Le berceau de la famille se situe à Nonsberg, aujourd'hui le Val di Non. Au XVIIe siècle, elle est présente en Bohême et en Moravie.
La famille obtient le titre de baron en 1495 et celui de comte (grave) en 1629. En 1911, elle est élevée au rang de prince.
La famille noble comprend un ministre-président austro-hongrois et de nombreux membres dans l'Église catholique (évêques, archevêques, cardinaux).

## Patronyme
La famille Thun und Hohenstein est exposée au début de son existence aux diverses influences linguistiques dans les Alpes. Dans les documents entre le XIe siècle et XIIIe siècle, elle est appelée Thunne, Tunnum, Tonnum, Tonno, Tono ou Tunno.
Le nom de famille est définitivement établi en 1407 avec Simon von Thun. Au début du règne sur le comté de Hohnstein, elle se rajoute le nom du comté.

## Histoire
Les origines de la famille Thun und Hohenstein, qui selon la légende aurait collaboré avec l'évêque Vigile de Trente au IVe siècle, est établie au XIIe siècle à Nonsberg, aujourd'hui le Val di Non.

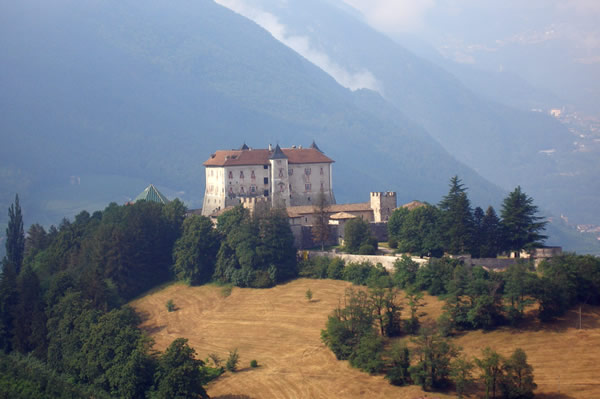
Château Thun.

Il y a plusieurs villages et paroisses portant le nom de Ton. Le premier berceau se situe probablement au Dosso del Castelletto. Au milieu du XIIIe siècle, la famille s'installe dans le château Thun (de).
L'ascension des Thun commence au XIIIe siècle et progresse durant le siècle suivant, durant les tensions entre l'évêché de Trente et le comté du Tyrol. Grâce au jeu des mariages, la famille Thun und Hohenstein acquiert de nombreux et importants droits et possessions.
Au XIIIe siècle, les Thun agrandissent encore leur pouvoir. En 1469, le titre d'échanson auprès du prince-évêque de Trente est décerné et pareillement en 1558 à Bressanone. En 1604, l'empereur Rodolphe II donne le titre de Freiherr. Jusqu'à la seconde moitié du XVIe siècle, la famille réussit à préserver ses biens, mais fait face à plusieurs lignées ; Sigmund (1537–1597) établit la division en trois dans un acte officiel le 9 avril 1596 entre le château Thun, le château Brughier et le château Caldes.
La lignée du Château Brughier est de nouveau divisée en trois après la mort de Sigmund entre ses trois enfants :
- Johann Cyprien (1569-1631) reçoit la compétence sur Castelfondo ;
- Georg Sigismund (1573-1651) reçoit le château Brughier ;
- Christoph Simon (de) (1582-1635) hérite de propriétés, mais pas de château.

Il reçoit ainsi en 1628 le comté d'Hohenstein. Il quitte Castelfondo et s'installe au-dessus des Alpes.
En 1629, les titres et les honneurs retombent sur les frères :
- Wolfgang Dietrich
- Rudolf, chamberlain et chevalier de l'ordre Teutonique
- Christoph Richard, chanoine à Trente
- Johann Jacob
- Maximilian.

Johann Cyprian vient en Bohême, où il fonde la lignée des Thun de cette région. Elle est à son tour divisée en trois majorats, Klösterle, Tetschen et Choltitz, ainsi que la lignée Benatek-Rosnberg.
Au XVIIe siècle et XVIIe siècle, la lignée de Trente de la famille de Thun consolide le pouvoir et la richesse de sa maison. Les nombreux descendants de la lignée Château Brughier fondent plusieurs branches : la seconde et dernière lignée Château Caldes, la lignée Croviana et la lignée Castelfondo. Parmi les nombreuses personnalités qui ont obtenu des postes de haut rang dans la sphère politique, militaire et ecclésiastique, seul Emanuel Maria von Thun und Hohenstein, vicaire apostolique de Trente entre 1800 et 1818, est issu de la lignée Château Brughier.

## Personnalités
- Christoph Thun-Hohenstein (de) (né en 1960), diplomate autrichien
- Christoph Simon von Thun (de) (1582-1635), prieur de l'ordre de Saint-Jean de Jérusalem et grand sénéchal[réf. nécessaire]
- Dominicus Anton von Thun und Hohenstein (1683-1738), prince-évêque de Trente
- Eleonore Barbara von Thun und Hohenstein (1661-1723), princesse de Liechtenstein
- Emanuel Maria von Thun und Hohenstein (1763-1818), prince-évêque de Trente
- Erwein von Thun und Hohenstein (de) (1896-1946), officier autrichien de la Wehrmacht
- Ferdinand Thun (1921-2022[1]), diplomate pour la République démocratique allemande
- Franz von Thun und Hohenstein (de) (comte, 1826-1888), officier autrichien
- Franz von Thun und Hohenstein (prince, 1847-1916), ministre-président d'Autriche
- Friedrich von Thun und Hohenstein (1810-1881), diplomate autrichien
- Friedrich von Thun (né en 1942), acteur
- Galeazzo von Thun und Hohenstein (1850-1931), grand maître de l'ordre souverain de Malte[2]
- Georg von Thun und Hohenstein (1946-2007), auditeur financier allemand
- Guidobald von Thun (1616-1668), cardinal, prince-archevêque de Salzbourg et évêque de Ratisbonne
- Jakob Maximilian von Thun und Hohenstein (de) (1687–1742), prince-évêque de Gurk
- Johann Ernst von Thun und Hohenstein (1643-1709), prince-archevêque de Salzbourg et évêque de Seckau
- Johann Joseph Anton von Thun und Hohenstein (1711-1788), Mozart écrit pour lui Symphonie no 36
- Joseph Maria von Thun und Hohenstein (de) (1713-1763), prince-évêque de Passau
- Leo von Thun (1811-1888), ministre autrichien et réformiste
- Leopold Leonhard von Thun und Hohenstein (de) (1748-1826), prince-évêque de Passau
- Maria Anna von Thun und Hohenstein (1698-1716), princesse de Liechtenstein
- Matteo Thun (né en 1952), architecte italien
- Max von Thun (né en 1977), acteur
- Oswald von Thun und Hohenstein (1849-1913), industriel et homme politique autrichien
- Paul Thun-Hohenstein (de) (1884-1963), diplomate autrichien
- Peter Michael Vigil von Thun und Hohenstein (1724-1800), prince-évêque de Trente
- Roderich von Thun und Hohenstein (1908-1983), juriste allemand
- Romedio von Thun-Hohenstein (né en 1952), historien militaire
- Róża Thun (née en 1954), membre du Parlement européen (pour la Pologne)
- Rudolf Joseph von Thun und Hohenstein (1652-1707), prince-évêque de Seckau
- Sigismund Alphons von Thun und Hohenstein (1621-1677), prince-évêque de Bressanone et de Trente
- Sigmund von Thun und Hohenstein (de) (1827-1897), président du Land de Salzbourg, gouverneur de l'empereur en Moravie
- Thomas Johann von Thun und Hohenstein (1738-1796), prince-évêque de Passau
- Wenzeslaus von Thun und Hohenstein (de) (1629-1673), prince-évêque de Passau et Gurk